# 世界军事
《世界军事》创刊于1989年，是中国大陆军事类半月刊，编辑部位于北京市。
《世界军事》在2018年被中华人民共和国国家新闻出版广电总局新闻报刊司评为2017年全国“百强报刊”。